# Епархия Кьоджи
Епархия Кьоджи (лат. Dioecesis Clodiensis, итал. Diocesi di Chioggia) епархия Римско-католической церкви, в составе митрополии Венеции, входящей в церковную область Тривенето. В настоящее время епархией управляет епископ Адриано Тессаролло. Почетный епископ — Анджело Даниэль.
Клир епархии включает 116 священников (79 епархиальных и 37 монашествующих священников), 3 диаконов, 39 монахов, 165 монахинь.
Адрес епархии: C.P. 213, Rione Duomo 1006, 30015 Chioggia [Venezia], Italia. Телефон: 041 40 05 13. Факс: 041 40 13 21. Электронная почта: (см. на сайте епархии).

## Территория
В юрисдикцию епархии входят 68 приходов в коммунах области Венеция: на юге провинции Венеция, включая острова Пеллестрина, и на востоке провинции Ровиго.
Все приходы объединены в 5 деканатов:
- Пелестрина (4 прихода);
- Кьоджа (7 приходов);
- Соттомарина (10 приходов);
- Каварцере (15 приходов);
- Лорео (18 приходов);
- Ка Веньер (14 приходов).

Кафедра епископа находится в городе Кьоджа в церкви Санта Мария Ассунта.
Патронами епархии являются Святой Феликс и Святой Фортунат. Литургическая память им в Церкви празднуется 11 июня.

## История
Древняя епархия Маламокко (Метамауко) была основана в VII веке на части территории епархии Падуи. Вначале она была епископством-суффраганством патриархата Градо.
Информация о епископах Маламокко носит фрагментарный характер. Так, в IX веке епископ Феличе I был отлучен от Церкви Папой Иоанном VIII.
В 1106 году епископ Энрико Гранкароло перенес кафедру в Кьоджу. Согласно другим источникам, кафедра была перенесена немного позднее, между 1110 и 1120 годами.
Уже в 1221 году капитул собора включал 19 каноников. Глава капитула носил титул архидиакона. В средние века, каноники сами избирали других каноников, но с XV века епископ и Святой Престол неоднократно назначали каноников.
В XIV веке были восстановлены все церковные здания Кьоджи, серьезно пострадавшие во время войны между Венецией и Генуей.
В XV веке епископы Паскуалино Чентоферри и Бернардо Веньер активно занимались решением проблем взаимоотношений клира и светской власти. При епископе Бернардо Веньере были проведены два синода в 1490 и 1510 годах. Явление Богородицы на берегу у Соттомарина в 1508 году привело к духовному возрождению епархии.
В XVI веке кафедру занимал участник Тридентского собора и активный участник Контрреформации, епископ Якопо Наккьянти. С 1546 года он совершил несколько пастырских визитов на приходы епархии, чем заложил традицию для своих преемников.
В XVII веке епископы уделяли особое внимание проблемам образования мирян и повышению уровня благочестия среди духовенства.
В первой половине XVIII века значительно выросло население епархии, что привело к увеличению числа священников и приходов. В конце этого века прирост населения продолжился, а число священников, напротив, уменьшилось.
Во время оккупации территории Францией, светские власти особо не вмешивались в дела епархии. Некоторые священники сотрудничали с администрацией. Однако с 1807 по 1815 год был проведен ряд законов (гражданский брак, новый катехизис), направленных на отрыв епархии от Святого Престола.
С окончанием оккупации были восстановлены церковные братства, семинария, основаны новые школы.
В 1848 году духовенство спокойно отнеслось к оккупации территории епархии Австрийской империей. В то время среди архиереев была распространена теория либерального католицизма. В 1863 году на синоде при епископе Якопо Де Форетти был осужден янсенизм. Широкой благотворительной деятельностью в Кьодже занимались иезуиты, открывшие здесь учебное заведение. В 1866 году они покинули епархию перед включением этой территории в состав Италии. Во время Рисорджименто, иезуиты были излюбленной мишенью для антиклерикалов. В 1867 году из-за законов по экспроприации церковного имущества в епархии прекратили свою деятельность ораторианцы.
С 1867 по 1871 год кафедра оставалась вакантной. Следующий епископ Доменико Агостини, не получил утверждения (exequatur) от короля. Ему было отказано в праве занять епископский дворец. Кроме того, он постоянно подвергался нападкам со стороны либеральной прессы, критиковавшей все его начинания по благоустройству епархии.
При епископе Людовико Марангони в 1880-е годы духовенство епархии боролось с моральной деградацией прихожан, выражавшейся в отказе от таинства Покаяния и беспорядочных внесемейных связях. После выборов 1889 года в Италии было запрещено преподавание катехизиса в школах, распятия и другие религиозные символы были удалены из общественных мест. Кроме того, из городского бюджета был исключен пункт о субсидиях служителям культа. В то же время в епархии среди молодёжи активно работали салезианцы.
Сложным было положение епископа и духовенства при фашистском режиме в Италии. Несмотря на заигрывания руководства партии фашистов с клиром, большинство духовенства высказалось за осторожный нейтралитет, пытаясь избежать столкновения, но и сотрудничества с властью. Члены Католического действия выступали против тоталитарного фашистского воспитания молодежи.
Во время Второй мировой войны епископ Джачинто Джовани Амбрози организовал группы по оказании помощи местным жителям.
В 1950-х годах территория епархии подверглась разрушительным наводнениям. Затем сильный поток мигрантов в промышленные зоны Италии сильно сократил численность местного населения. Епископ Джованни Баттиста Пьясентини прилагал большие усилия по улучшению не только морального, но и материального положения паствы.
В течение XX века в епархии удалось преодолеть снижение численности населения и увеличить число приходов с 30 в начале века до 68 сегодня. В 1964 году все приходы епархии были объединены в 5 деканатов.

## Ординарии епархии
| - Тричидио (640); - Феличе I (876); - Леоне I (880); - Доменико I (неизвестно); - Пьетро (960—1005); - Леоне II (1005—1046); - Доменико II (1046—1060); - Энрико Гранкароло (1060—1107); - Стефано Бадоэр (1107); - Феличе II (неизвестно); - Доменико (неизвестно); - Джованни Фалиер (1162—1164); - Марино Руиболо (1164—1183); - Аральдо (1183); - Доменико Сельво (1235—1236); - Гвидоне (1236—1275); - Феличе III (1275—1284); - Маттео (1284); - Уберто (1284—1287); - Стефано Безоно (1287—1290); - Энрико (1290—1303) — францисканец; - Роберто (1302—1314) — августинец; - Оттонелло (1314—1322) — францисканец-обсервант; - Андреа Дотто (1322 — 03.12.1337) — назначен патриархом Градо; - Микеле да Верона (1342) — доминиканец; - Николо (1344); - Пьетро (1346—1348) — доминиканец; - Бенедетто (1348 — 18.01.1353) — назначен епископом Полы; - Леонардо де Каньоли (18.01.1353 — 1362); - Анджело Канопео (1362 — 15.01.1369) — назначен епископом Триеста; - Анджело да Камино (1369—1375); - Николо Фоскарини (1375—1394); - Сильвестро (1394—1401); - Паоло ди Джованни (1401 — 24.01.1410) — назначен епископом Модены; - Критофоро Цено (1410—1411); - Пьетро Скьена (1411—1414) — францисканец-обсервант; - Бенедетто Манфреди (1414—1421); - Паскуалино Чентоферри (1421—1457) — августинец; - Николо делле Крочи (1457 — 10.02.1463) — назначен епископом Лезины; - Николо дель Инверси (1463—1480); - Сильвестро де Дациарии (1480—1487); - Бернардо Веньер (24.01.1487 — 1535); - Джованни дей Тальякоцци (20.10.1535 — 05.10.1540); - Альберто Паскалео (05.11.1540 — 1543); | - Якопо Наккьянти (03.06.1544 — 24.04.1569) — доминиканец; - Франческо Пизани (19.07.1569 — 08.02.1572); - Джироламо Негри (10.10.1572 — 1578); - Марко Медичи (15.12.1578 — 30.08.1583) — доминиканец; - Габриэль Фьямма (23.11.1584 — 14.07.1585) — августинец; - Массимилиано Беньямино (09.09.1585 — 10.03.1601) — францисканец-конвентаул; - Лоренцо Пеццато (04.06.1601 — 29.10.1610); - Раффаэле да Рива (24.11.1610 — 1611) — доминиканец; - Анджело Барони (31.08.1611 — 1612) — доминиканец; - Бартоломео Картоларио (11.02.1613 — 1614); - Пьетро Паоло Милото (09.02.1615 — 1618); - Паскуале Грасси (29.04.1619 — 1636); - Франческо Грасси (16.01.1640 — 04.04.1669); - Антонио Бальдо (15.07.1669 — 08.10.1679); - Стефано Розато (03.07.1684 — 22.01.1696); - Антонио Грасси (21.05.1696 — 14.11.1715); - Джованни Соффьетти (1716 — 19.01.1733) — назначен епископом Адрии; - Джованни Мария Бенцон (02.03.1733 — 12.06.1744); - Паоло Франческо Джустиниани (15.06.1744 — 16.11.1750) — капуцин, назначен епископом Тревизо; - Джованни Альберто Гранди (16.11. 1750 — 21.07.1752) — латеранцы; - Винченцо Брагадин (26.09.1753 — 21.06.1762) — капуцин; - Джаннагостино Градениго (22.11.1762 — 19.09.1768) — бенедиктинец, назначен епископом Ченеды; - Джованни Морозини (28.05.1770 — 14.12.1772) — бенедиктинец, назначен епископом Вероны; - Федерико Мария Джоанелли (12.07.1773 — 20.05.1776) — назначен патриархом Венеции; - Джованни Бенедетто Чивран (15.07.1776 — 28.10.1794); - Стефано Доменико Шериман (20.06.1795 — 12.06.1806); - Джузеппе Мария Перуцци (18.09.1807 — 26.06.1818) — назначен епископом Виченцы; - Джузеппе Манфрин Проведи (1819 — 06.01.1829); - Антонио Саворин (15.03.1830 — 25.12.1840); - Якопо Де Форетти (24.01.1842 — 25.05.1867); - Sede vacante (1867—1871); - Доменико Агостини (27.10.1871 — 22.06.1877) — назначен патриархом Венеции; - Людовико Марангони (21.09.1877 — 21.11.1908) — францисканец-конвентуал; - Антонио Бассани (21.11.1908 — 01.10.1918); - Доменико Меццадри (02.07.1920 — 08.12.1936); - Джачинто Джовани Амбрози (13.12.1937 — 28.11.1951) — назначен архиепископом Гориции и Градиски; - Джованни Баттиста Пьясентини (31.01.1952 — 01.05.1976); - Сеннен Корра́ (01.05.1976 — 19.07.1989) — назначен епископом Конкордия-Порденоне; - Альфредо Магаротто (22.02.1990 — 31.05.1997) — назначен епископом Витторио-Венето; - Анджело Даниэль (27.11.1997 — 10.01.2009) - Адриано Тессаролло (с 28 марта 2009 — по настоящее время). |  |

## Статистика
На конец 2006 года из 125 000 человек, проживающих на территории епархии, католиками являлись 124 000 человек, что соответствует 99,2 % от общего числа населения епархии.
| год  | население | население | население | священники | священники        | священники         | священники                           | постоянные диаконы | монахи  | монахи  | приходы |
| год  | католики  | всего     | %         | всего      | белое духовенство | черное духовенство | число католиков на одного священника | постоянные диаконы | мужчины | женщины | приходы |
| ---- | --------- | --------- | --------- | ---------- | ----------------- | ------------------ | ------------------------------------ | ------------------ | ------- | ------- | ------- |
| 1950 | 155.816   | 155.820   | 100,0     | 134        | 111               | 23                 | 1.162                                |                    | 28      | 267     | 47      |
| 1970 | 123.750   | 124.000   | 99,8      | 144        | 111               | 33                 | 859                                  |                    | 42      | 286     | 69      |
| 1980 | 122.380   | 122.520   | 99,9      | 127        | 95                | 32                 | 963                                  |                    | 38      | 321     | 72      |
| 1990 | 123.800   | 124.500   | 99,4      | 135        | 109               | 26                 | 917                                  | 3                  | 33      | 232     | 68      |
| 1999 | 120.600   | 121.000   | 99,7      | 137        | 97                | 40                 | 880                                  | 4                  | 58      | 76      | 68      |
| 2000 | 120.600   | 121.000   | 99,7      | 134        | 94                | 40                 | 900                                  | 3                  | 57      | 76      | 68      |
| 2001 | 120.600   | 121.000   | 99,7      | 125        | 85                | 40                 | 964                                  | 3                  | 43      | 156     | 68      |
| 2002 | 122.700   | 123.000   | 99,8      | 126        | 86                | 40                 | 973                                  | 3                  | 43      | 150     | 68      |
| 2003 | 123.000   | 124.000   | 99,2      | 116        | 82                | 34                 | 1.060                                | 3                  | 37      | 128     | 68      |
| 2004 | 123.000   | 124.000   | 99,2      | 121        | 82                | 39                 | 1.016                                | 3                  | 42      | 168     | 68      |
| 2006 | 124.000   | 125.000   | 99,2      | 116        | 79                | 37                 | 1.068                                | 3                  | 39      | 165     | 68      |